# Cleora godeffroyi
Cleora godeffroyi är en fjärilsart som beskrevs av Butler 1886. Cleora godeffroyi ingår i släktet Cleora och familjen mätare. Inga underarter finns listade i Catalogue of Life.